# Règle des charges croisées
En chimie, la règle des charges croisées (criss-cross rule en anglais) permet d'établir la composition atomique de certaines molécules portant des liaisons ioniques.
Exemples :
Li+ et O2− forment Li2O
Mg2+ et OH− forment Mg(OH)2
Une fois les charges ioniques connues, chacune est affectée à l'indice de l'autre ion. Schématiquement, les charges « glissent » le long des bras d'un X, ce qui explique l'expression « charges croisées ».